# Lietuviu skalikas
Lietuviu skalikas, även litauisk stövare, är en hundras från Litauen. Den är en stövare och drivande hund för jakt på hare och räv samt vildsvin. Den anses stå nära den numera utdöda kuriska stövaren. Ett restaureringsarbete inleddes 1957 och 1966 skrevs den första rasstandarden. Färgen är svart med tanteckning varför den litauiska stövaren påminner om en smålandsstövare med lång svans. Rasen är inte erkänd av Fédération Cynologique Internationale (FCI), men däremot nationellt erkänd av den litauiska kennelklubben .